# ハヴ・ア・ハート
「ハヴ・ア・ハート」（英: Have a Heart＝私の身になって）はセリーヌ・ディオンのアルバムユニゾンからの5枚目にして最後のシングルである。1991年8月5日にカナダ国内のみでラジオシングルとしてリリースされた。
この曲は1987年のディオンの曲「パルトゥ・ジュ・トゥ・ヴワ」（アルバム『アンコニト』収録）の英語版である。またディオンは1987年のジュノー賞でこの曲を披露し、巨額の制作費をかけて制作された甲斐もあって、この曲が収録されているディオン初の英語版アルバムユニゾンはヒットした。英語詞はビリー・スタインバーグ、プロデュースは後にディオンと多数の楽曲を制作することになるデイヴィッド・フォスターである。録音はカリフォルニア州ロサンゼルスのチャートマーカー・スタジオで行われた。
この曲のミュージック・ビデオは制作されなかったが、ビデオ作品『ユニゾン』にカナダのエルジン・アンド・ウィンター・ガーデン・シアターでのライヴ・パフォーマンスが収録されている。
歌はカナダ・コンテンポラリー・ヒット・ラジオ・チャートで17位に達した。

## 収録曲
カナダ版販促用CDシングル
1. 「ハヴ・ア・ハート」 – 4:14

## チャート
| チャート（1991年）                                   | 最高位 |
| ---------------------------------------------------- | ------ |
| カナダ・レコードコンテンポラリーヒットラジオチャート | 17     |
| カナダRPMトップシングル                              | 26     |
| カナダRPMアダルトコンテンポラリー                    | 4      |